# Jaskinia Wiślana Zachodnia
Jaskinia Wiślana Zachodnia – jaskinia w skale Okrążek w grupie Skałek Piekarskich na lewym brzegu Wisły w miejscowości Piekary pod Krakowem. Pod względem geograficznym znajduje się na Obniżeniu Cholerzyńskim w obrębie makroregionu Bramy Krakowskiej.
Jaskinia znajduje się na najbardziej na wschód wysuniętym cyplu Okrążka, bezpośrednio nad starorzeczem Wisły, około 1 m powyżej przeciętnego stanu wody. Dojście do jaskini jest łatwe od południowej strony. Jaskinia składa się z korytarza przebijającego skałę na wylot. Ma trzy otwory; jeden wschodni i dwa zachodnie. Przy otworze wschodnim znajduje się niewielki korytarzyk o trzymetrowej długości. Jego dalsza część jest zamulona osadami nanoszonymi przez rzekę podczas jej wyższych stanów.
Jaskinia jest pochodzenia krasowego. Wytworzona została w wapieniach skalistych pochodzących z późnej jury (oksford), początkowo w warunkach freatycznych, później przy częściowym wypełnieniu wodą. Obecnie zalewana jest woda Wisły tylko przy jej wysokich stanach. W jaskini brak szaty naciekowej. Jest sucha i oświetlona światłem dziennym, ciemne są tylko jej końcowe odcinki korytarzy. Dno jest skaliste, w niektórych tylko miejscach pokryte współczesnymi osadami gliny. Przy otworze zachodnim rośnie jeżyna popielica, pokrzywa zwyczajna, perz właściwy.
Jaskinia znana była od dawna. Po raz pierwszy opisał ją W.W. Wiśniewski w 1998 r. Jej plan sporządził M. Szelerewicz w 1999 r., dokumentację A. Górny i M. Szelerewicz.
Tuż obok, po północno-wschodniej stronie Jaskini Wiślanej Zachodniej znajduje się Jaskinia Wiślana Wschodnia (jej dno znajduje się nieco niżej i często zalewane jest wodą Wisły). Obecnie obydwie są od siebie oddzielone, ale w przeszłości tworzyły jedna jaskinię. Na południowej ścianie Okrążka, na wysokości 212 m n.p.m. znajduje się jeszcze jedna jaskinia – Jaskinia nad Galoską.

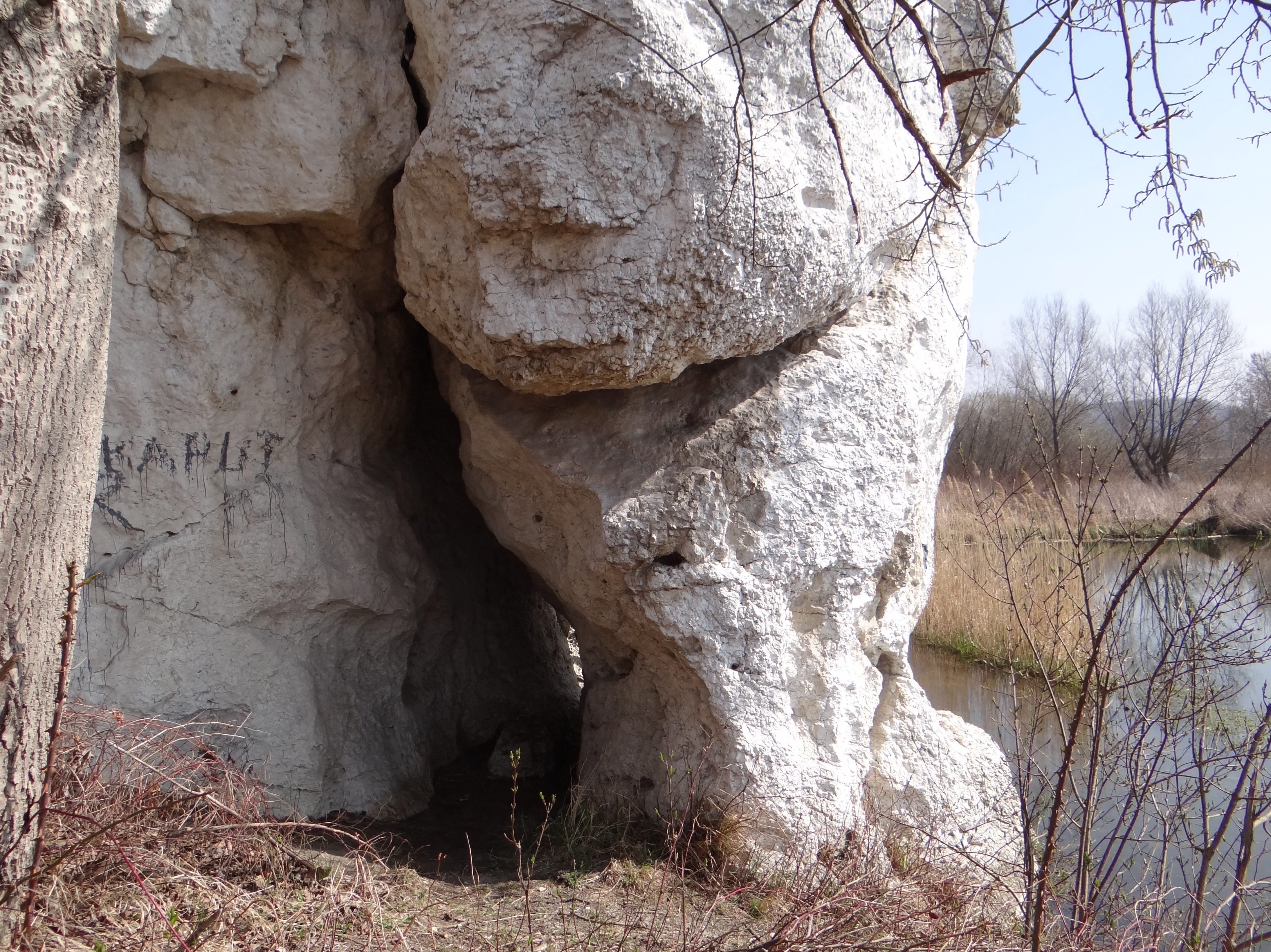
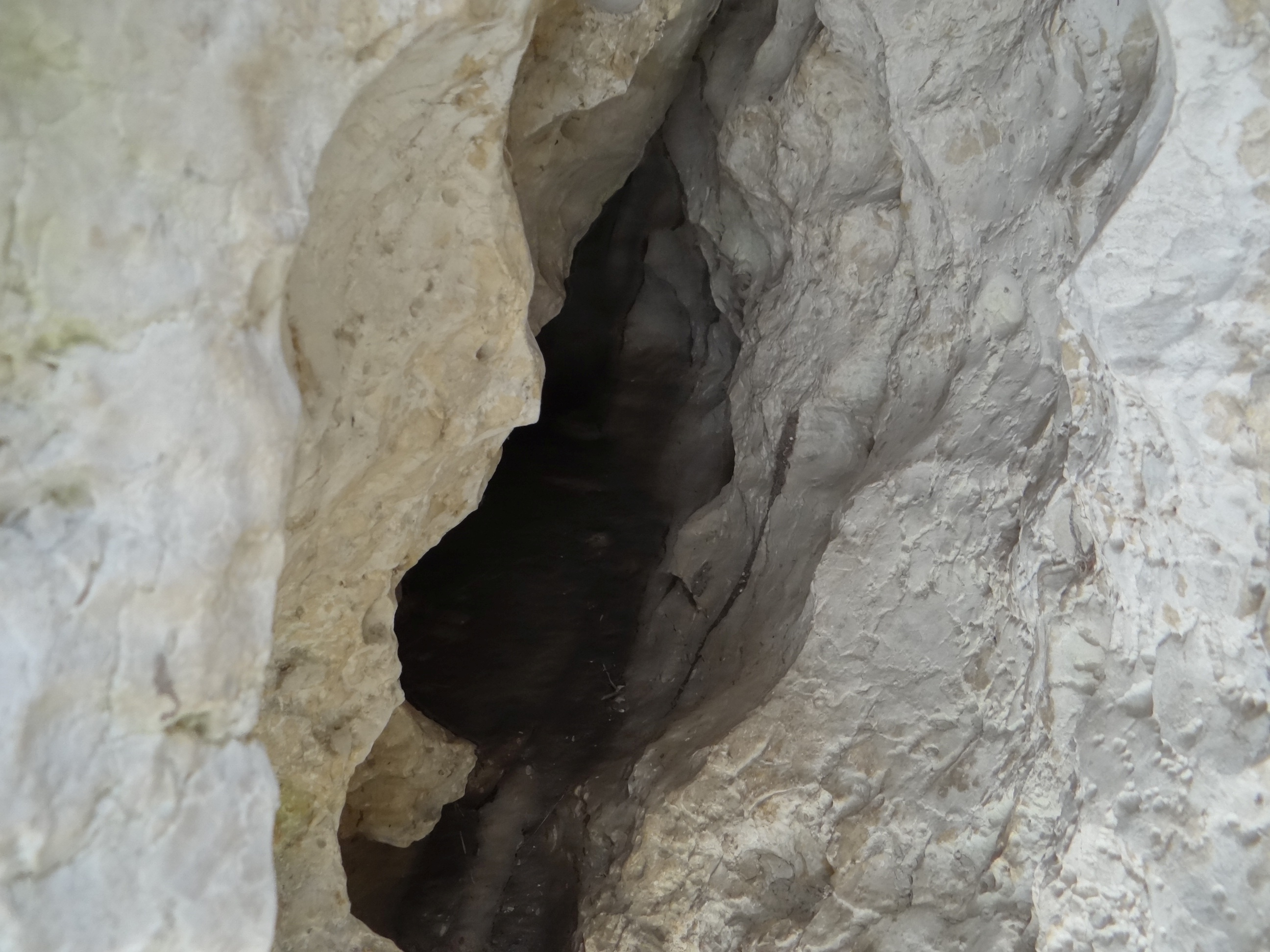
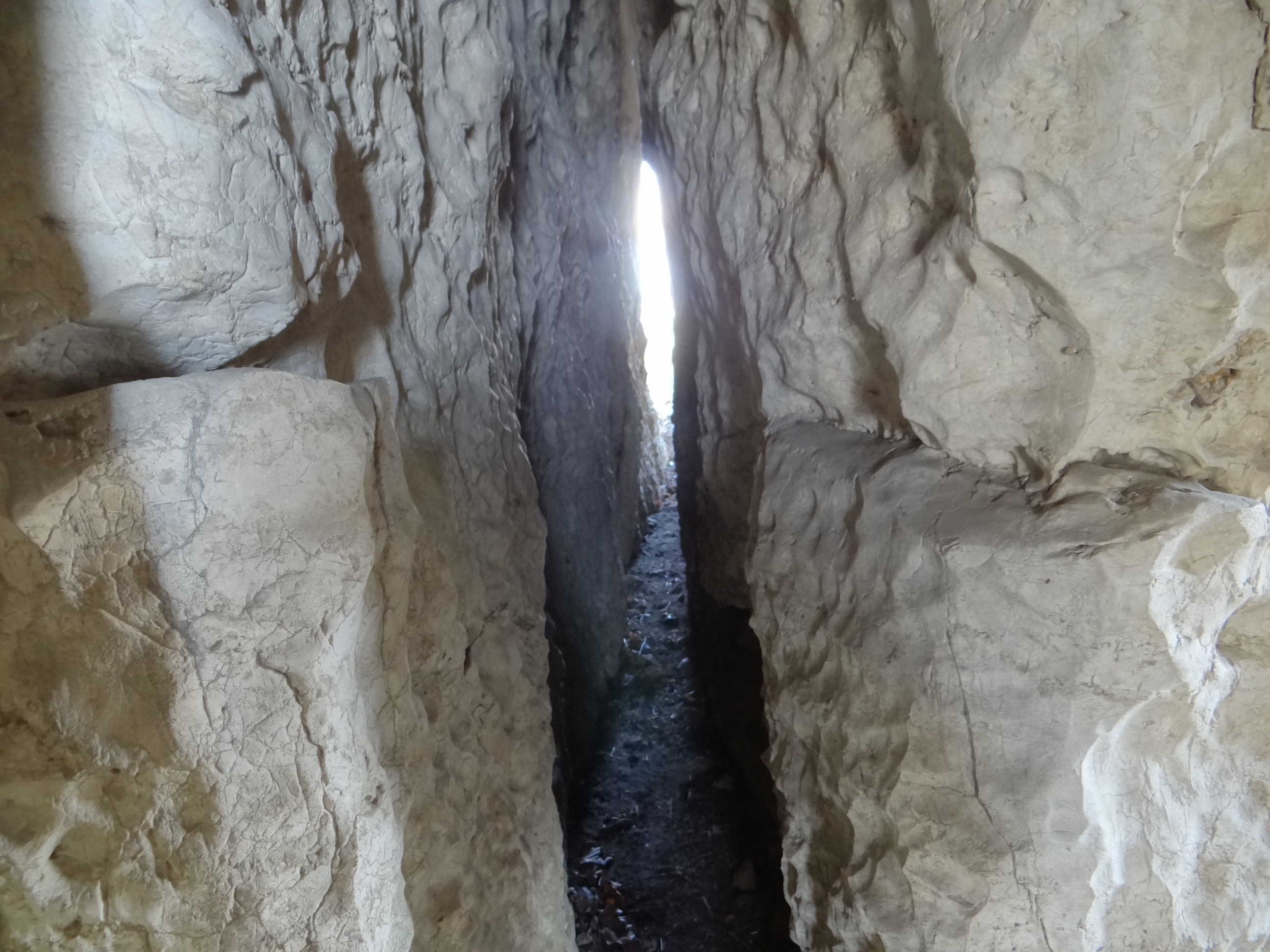
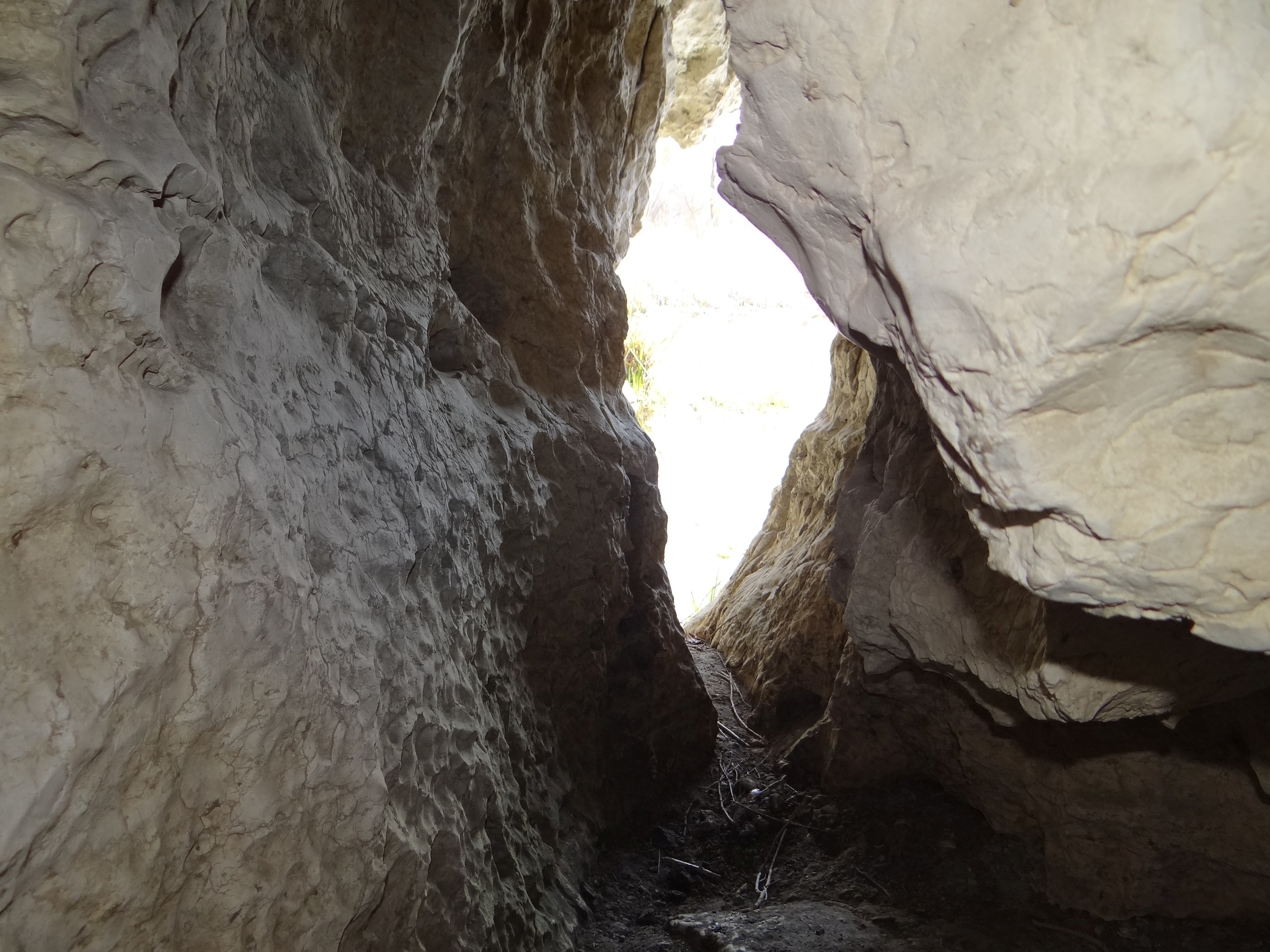